# 天主教法魯教區
天主教法魯教區（拉丁語：Dioecesis Pharaonensis），是葡萄牙一個天主教教區，位於南部的阿爾加維。屬埃武拉總教區。
現任教區為主教為曼奴埃爾·尼圖·金塔什。2011年，有352,600名教友，估轄區總人口86.6%，有80個堂區、71名司鐸、5名終身執事、16名修士、90名修女。
教區早於306年成立，其後隨阿爾加維陷於穆斯林之手，教區在688年撤銷。1188年恢復，當時教座位於錫爾維什。1577年3月30日遷至法魯至今。